# 查維·雲達
查維亞·洛迪古斯·雲達（Javier Rodríguez Venta，1975年12月13日—），通常稱為查維·雲達（Javi Venta）是一名西班牙足球運動員，擔任右後衛，現時效力英格兰足球联赛球會賓福特。

## 外部連結
- 查維·雲達 西甲數據 （页面存档备份，存于） （西班牙文）
- Futbolme.com 查維·雲達檔案 （页面存档备份，存于） （西班牙文）